# Austrocercella columbae
Austrocercella columbae is een steenvlieg uit de familie Notonemouridae. De wetenschappelijke naam van de soort is voor het eerst geldig gepubliceerd in 1981 door Hynes.